# Salesianische Spiritualität

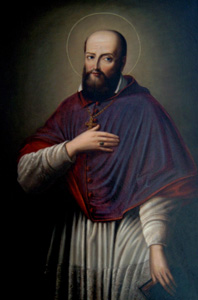
Franz von Sales

Unter salesianischer Spiritualität versteht man:
1. Die persönliche Spiritualität von Franz von Sales. Kurz zusammengefasst lautet diese: Salesianisch leben heißt leben in der Gegenwart des liebenden Gottes in allem, was man tut – und das auf eine liebenswürdige, herzliche Art und Weise.
2. Die Spiritualität der Salesianer, die in ihren Wurzeln auf die Spiritualität von Franz von Sales zurückgeht. Dabei wird zwischen der Spiritualität der Oblatinnen des hl. Franz von Sales, der Oblaten des hl. Franz von Sales und der Salesianerinnen (Schwestern der Heimsuchung Mariä) auf der einen und der Salesianer Don Boscos und Don-Bosco-Schwestern auf der anderen Seite unterschieden, da zu den gemeinsamen Wurzeln noch das jeweils spezifische Gründercharisma hinzukommt. Siehe auch: Salesianische Familie.

## Die salesianische Spiritualität der Don-Bosco-Salesianer und -Schwestern

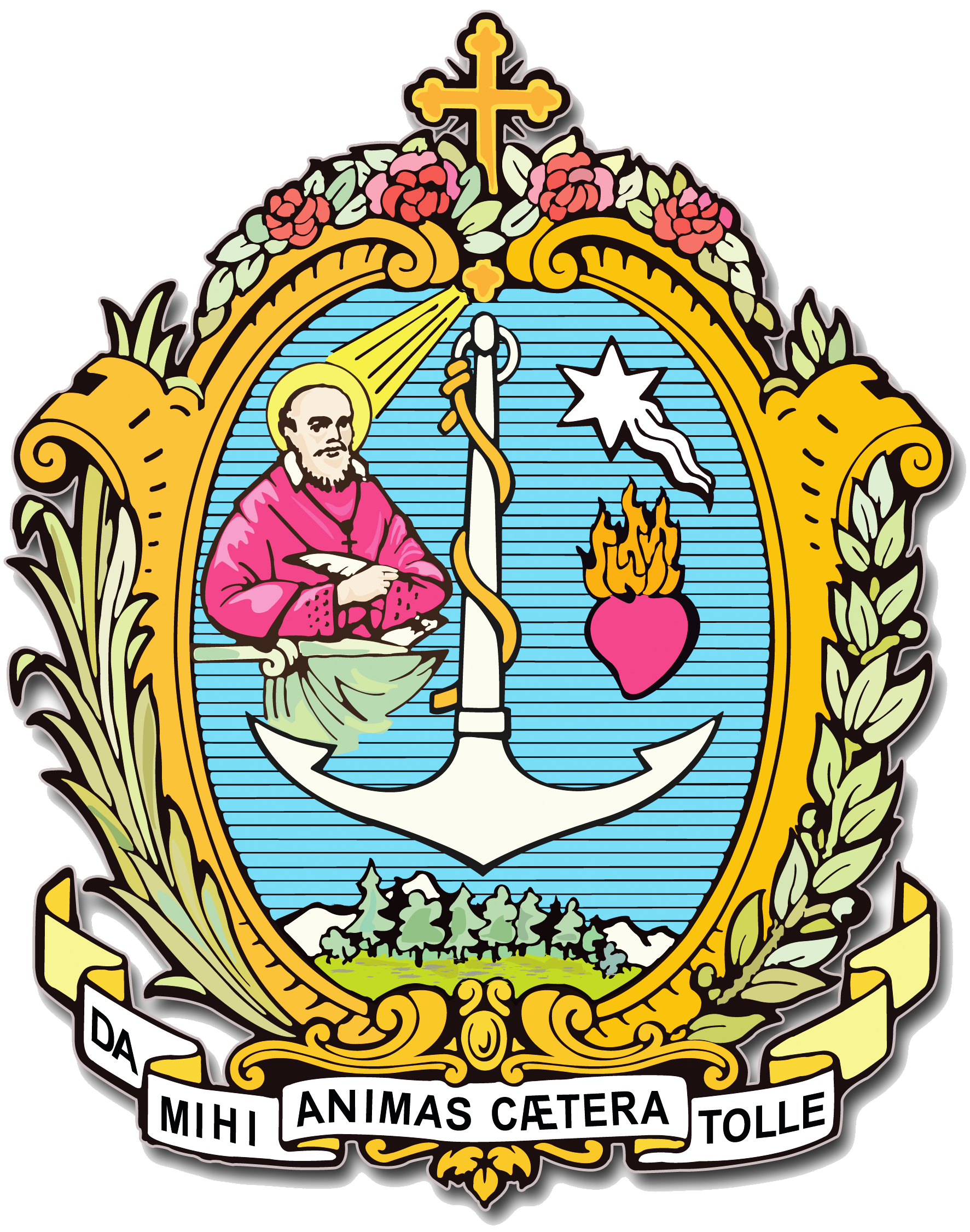
Das Wappen der Salesianer Don Boscos

Die Kongregationen, Institute und religiösen Vereinigungen, die sich auf das Charisma des heiligen Johannes Bosco zurückführen und daher der sogenannten Salesianischen Familie angehören, haben mehrere spirituelle Eckpunkte gemeinsam. Dabei konzentriert sich folgende Darstellung im Wesentlichen auf die beiden von Don Bosco gegründeten Ordensgemeinschaften.

### Personen
Zunächst ist die salesianische Spiritualität vom Charisma verschiedener Personen geprägt. Dabei lassen sich drei Ebenen unterscheiden:
1. Die Spiritualität der von Don Bosco herangezogenen Kirchenlehrer, vor allem von:
- Franz von Sales, von dem Don Bosco die Idee des christlichen Humanismus und den Ordensspruch „Da mihi animas caetera tolle“ übernimmt.
- Alfons von Liguori
- Philipp Neri und Karl Borromäus, von denen er die Idee des Oratoriums aufgreift
- Aloisius von Gonzaga.

2. Die Spiritualität der Ordensgründer selbst:
- Der heilige Johannes Bosco hat als einfacher Junge vom Land Kirchengeschichte geschrieben, indem er eine neuartige apostolische Ordensgemeinschaft gegründet hat, die sich speziell der ärmeren und ärmsten Jugend annimmt (Jugendseelsorge).
- Die heilige Maria Mazzarello (Maria Dominica Mazzarello), die aus einfachsten Verhältnissen kommend, die Idee Don Boscos auch auf die Mädchenseelsorge ausdehnt und gemeinsam mit Don Bosco die Don-Bosco-Schwestern ins Leben ruft.
- Michael Rua, Seliger, 2. Generaloberer
- Philipp Rinaldi, Seliger, 4. Generaloberer

3. Die Spiritualität von zwei jugendlichen Heiligen:
Die salesianische Spiritualität spricht ausdrücklich auch schon den Jugendlichen die Möglichkeit der Heiligung und damit auch Heiligkeit zu. Insofern wurden jugendliche Berufungen gefördert, die schließlich in die Heilig- bzw. Seligsprechung von zwei Jugendlichen münden. Es handelt sich um den heiligen Dominikus Savio, einen Schüler Don Boscos, und um die selige Laura Vicuna, eine Schülerin der Don-Bosco-Schwestern.

### Apostolat
Die Salesianer Don Boscos verfolgen vier apostolische Hauptziele: Erstens den Dienst für die Jugend, zweitens den Einsatz in der Mission (unter Beachtung der Inkulturation), drittens die Nähe zum Volk (unter Nutzung der sozialen Kommunikationsmittel) und viertens die Berufungspastoral.

### Präventivsystem der Pädagogik
Don Bosco hat ein pädagogisches System hinterlassen, das vorausschauend in den heranwachsenden Jugendlichen das Gleichgewicht von Religion und Vernunft fördern will, indem man ihnen mit Amorevolezza (nicht übersetzbar; adjektivisch: liebevoll) begegnet.

### Zwei Säulen-Modelle für Kirche und Leben
Don Bosco vertrat ein Modell von Kirche, das auf den zwei Fundamenten Eucharistie (eng verbunden mit der Beichte) und Maria ruht. Dieses Modell geht zurück auf einen Traum Don Boscos, in dem zwei Säulen das Schiff der Kirche durch alle Gefährdungen leiten. Auf der einen Säule sah er die Eucharistie, auf der anderen Maria.
Ähnlich hat auch sein Lebensmodell zwei Fundamente: Auf der einen Seite stehen Kontemplation/Gebet/Liturgie, auf der anderen Seite Aktion/Arbeit/sozialer Einsatz. Beide bedingen und ergänzen einander. Im Mittelpunkt steht dabei aber der Dienst an den Jugendlichen, in denen der Salesianer Don Bosco bzw. die Don Bosco-Schwester dem Angesicht Gottes begegnet. Man spricht deshalb von „kontemplativ in der Aktion“.

### Gelübde
Die Salesianer legen wie viele andere Ordensgemeinschaften ein dreifaches Gelübde ab: Gehorsam, Armut, Keuschheit

### Tugenden
Neben den allgemeingültigen theologale Tugenden Glaube, Hoffnung und Liebe versuchen die Salesianer folgende Tugenden in besonderem Maße zu verwirklichen:
- Familiengeist, Gemeinschaft und Freundschaft
- Güte und Milde
- Mut und Eifer
- Askese und Maßhalten
- Disziplin und Pflichtgefühl
- Treue zu Papst und Kirche
- Freude, insbesondere auch durch die Musik (nach dem Motto Don Boscos: „Fröhlich sein, Gutes tun und die Spatzen pfeifen lassen“)
- Vergegenwärtigung der Letzten Dinge („Übung vom guten Tod“)

### Leben in der Kommunität
Das Leben in der Kommunität ist geprägt vom Zusammenwirken der Oberen (Direktor – Provinzial – Generaloberer) und der Mitbrüder aus Priestern und Laien (Koadjutoren). Wesentliche Elemente sind dabei die brüderliche Zurechtweisung, die geistliche Führung („Rendinconto“) durch die Oberen, die persönliche tägliche Gewissenserforschung, die tägliche geistliche Lesung und Meditation (mindestens 30 min) sowie die regelmäßige Teilnahme an geistlichen Übungen (Besinnungstage, Exerzitien), nicht zuletzt auch im gemeinsamen Feiern.

### Liturgie und Volksfrömmigkeit
Don Bosco legte dabei besonderen Wert auf folgende liturgische und Andachtsformen, die auch heute noch konstitutiv für die salesianische Spiritualität sind:
- Anbetung (häufiger Besuch vor dem Allerheiligsten/Tabernakel)
- Maria, Hilfe der Christen-Verehrung
- Rosenkranz (täglich)
- Herz Jesu-Verehrung (alle Noviziate der Salesianer sind dem Herzen Jesu geweiht)

## Die salesianische Spiritualität der Oblatinnen und Oblaten des heiligen Franz von Sales und Salesianerinnen

### Leitbilder

#### Franz von Sales
Wesentliches Ziel der Oblatinnen des hl. Franz von Sales und der Oblaten des hl. Franz von Sales ist es, „die Nachfolge Christi und den Dienst der Kirche in der modernen Welt zu verwirklichen, indem sie die Lehre des hl. Franz von Sales leben und verbreiten.“ Insofern orientieren sie sich in ihrer Spiritualität maßgeblich an der Lehre des heiligen Franz von Sales und beschreiten Wege, dessen Botschaft in unsere Zeit umzusetzen.

#### Louis Brisson und Maria Salesia Chappuis

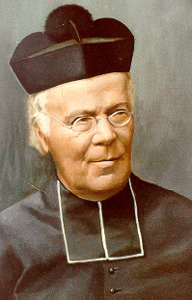
Louis Brisson

Maria Salesia Chappuis

Die beiden Gründerpersönlichkeiten, die Oberin der Salesianerinnen in Troyes Maria Salesia Chappuis und Louis Brisson wollten einen Männerorden gründen, der sich an Franz von Sales orientiert. Franz von Sales selbst hatte allein den Orden der Salesianerinnen gegründet, ihm schwebte aber auch die Gründung einer Priestergemeinschaft vor. Ein erster Versuch, diese Idee nach dem Tod des hl. Franz von Sales umzusetzen, wurde von Raymond Bonal und den Bonalisten gestartet. Dieser Versuch scheiterte jedoch. Im 19. Jahrhundert schließlich griff diese Idee Maria Salesia Chappuis erneut auf und konnte dafür den Spiritual ihres Klosters Louis Brisson gewinnen. Pater Brisson brachte in den Statuten des Ordens die wesentlichen theologischen Gedanken des heiligen Franz von Sales ein und übernahm das Geistliche Direktorium, das die Grundlage für das geistliche Leben der Salesianerinnen ist.

#### Papst Johannes XXIII. und Papst Johannes Paul I.
Die besondere Beziehung der Sales-Oblaten zu Papst Johannes XXIII. lässt sich anhand einer Begebenheit während des Generalkapitels im Jahr 1961 erklären. Bei einer Papstaudienz der Mitglieder fragte Johannes XXIII. sie nach ihren Tätigkeiten. Man zählte einiges auf, was Johannes XXIII. nicht beeindruckte. Als jedoch das Ziel des Ordens zur Sprache kam, die Botschaft des heiligen Franz von Sales in die heutige Zeit umzusetzen, zeigte sich der Papst sehr erfreut.
Wie Johannes XXIII. die Sales-Oblaten als Weggefährten betrachtete, so wird der Papst auch in der Ordensgemeinschaft als Leitbild gesehen. Johannes XXIII. hatte schon früh Franz von Sales als einen seiner Lieblingsheiligen bezeichnet. Wäre er so wie Franz von Sales, so schrieb er bereits als Theologiestudent, würde es ihm nichts ausmachen, wenn man ihn zum Papst wählt. Insofern war sein Pontifikat stark salesianisch geprägt. Zum anderen setzte sich Johannes XXIII. stark mit der Frage auseinander, wie die Botschaft des Evangeliums sich in die heutige Zeit umsetzen lässt. Genau dies war das Ziel des von ihm einberufenen Zweiten Vatikanischen Konzils.
Den Sales-Oblaten geht es von ihrem Selbstverständnis her wesentlich darum, auf die Zeichen der Zeit mit  der Botschaft des heiligen Franz von Sales zu antworten. Insofern ist Johannes XXIII. ähnlich wie Papst Johannes Paul I., der von Johannes XXIII. nicht unwesentlich beeinflusst war und ebenfalls Franz von Sales sehr verehrte, für die Gemeinschaft ein wichtiges Leitbild.

### Inhalte

#### Liebe zu Gott und den Menschen
Da Franz von Sales als Lehrer der frohen Gottesliebe gilt, nimmt in der Spiritualität der Sales-Oblaten die christliche Liebe in ihrer dreifachen Form der Gottes-, Nächsten und Selbstliebe die erste Rolle ein. Die Erfahrung, dass Gott die Menschen liebt und sich den Menschen schenkt, steht dabei am Anfang. Sie macht den Menschen froh, und aus ihr erwächst alles andere. Insofern leben die Oblaten des heiligen Franz von Sales nach dem ursprünglich vom heiligen Augustinus geprägten und von Franz von Sales realisierten Satz: „Liebe, und dann tu, was du willst“.
Die Liebe zum Nächsten wird vor allem konkret in der grundsätzlichen Annahme des Anderen als Person: Weil wir alle Kinder Gottes sind und von Gott geliebt sind, müssen wir uns auch gegenseitig als Person wertschätzen. Das bedeutet allerdings nicht, auf den eigenen Standpunkt und Kritik zu verzichten. Franz von Sales hat dies ausgedrückt in dem Satz: „Deutlich in der Sache – aber freundlich in der Art.“ Insofern ist die Seelsorge der Oblaten des heiligen Franz von Sales  geprägt vom Bild des „Pastor bonus“, des „Guten Hirten“, der an die guten Qualitäten des Anderen glaubt. Die Sales-Oblaten sind davon überzeugt, dass durch die gelebte Haltung der Liebe auch bei anderen Menschen der Wert der Liebe entdeckt werden kann. Dabei orientieren sie sich an dem Leitwort des heiligen Franz von Sales: „Alles aus Liebe – und nichts aus Zwang.“ Diese Haltung des Wohlwollens und des Glaubens an das Gute in der Persönlichkeit des anderen hat auch Konsequenzen für den Leitungsstil innerhalb der Ordensgemeinschaft.

#### Ausrichtung am Willen Gottes
Franz von Sales hat als geistlicher Begleiter immer empfohlen, sich dem Willen Gottes anzuvertrauen. Genau dies zeichnet auch die Spiritualität der Sales-Oblaten aus, die aus dem Bewusstsein leben, dass Gottes Wille immer Gottes Liebe (so der Sales-Oblate und Theologieprofessor P. Anton Mattes OSFS) ist. Der Mensch kann sich also Gottes Willen anvertrauen, weil Gott es garantiert mit den Menschen gut meint.

#### Weltfrömmigkeit
Franz von Sales wollte den Menschen jeglichen Standes, also Priestern und Ordensleuten genauso wie Menschen, die in anderen Berufen stehen oder eine Familie haben, helfen, ihre persönliche Frömmigkeit zu finden. In ihrer pastoralen Tätigkeit wollen auch die Sales-Oblaten bei der Suche nach dem persönlichen Weg zu Gott und Christus in der Vielfalt der kirchlichen Angebote Wegbegleiter sein.

#### Freude am Glaubensleben
Franz von Sales hat in seiner Lehre immer auf die Freude am Glauben hingewiesen: „Hab’ Freude im Herzen, denn Gott schaut auf dich in Liebe“. Diese Freude, die wesentlich für die Spiritualität der Sales-Oblaten ist, erwächst aus der Liebe Gottes. Deshalb soll auch christliches Handeln ein frohes Handeln sein. Gottesdienstbesuch und feste Gebetszeiten etwa sollen nicht als lästige Pflichtübungen, sondern als Chancen für die Vertiefung der frohmachenden Gottesbeziehung gesehen werden.